# مستكشف الحدود بين النجمية
مستكشف الحدود بين النجمية (آيبيكس Interstellar Boundary Explorer (IBEX هو قمر صناعي تابع لوكالة ناسا يدور في مدارٍ حول الأرض، إذ يستخدم الذرات المُتعادلة عالية الطاقة لتصوير منطقة التفاعل بين المجموعة الشمسية والفضاء بين النجمي. تُعتبر المهمة جزءًا من برنامج المُستكشف الصغير التابع لناسا واُطلقت على متن صاروخ بيغاسوس  إكس أل في 19 أكتوبر عام 2008.
يقود هذه المهمة الدكتور ديفيد جيه مكوماس (الباحث الرئيسي في مهمة آيبيكس)، الذي كان يعمل سابقاً في المعهد الجنوب الغربي للأبحاث والآن في جامعة برينستون. بنى مختبر لوس ألاموس الوطني ومركز لوكهيد مارتن للتكنولوجيا المتقدمة جهازي استشعار آيبيكس-هاي وآيبيكس-لو الخاصين بالقمر الصناعي على التوالي. صنعت شركة أوربيتال ساينسيز (العلوم المدارية) البنية الأساسية للمركبة الفضائية وكانت موقع الاختبارات البيئية للمركبة. كانت الفترة الأساسية الاسمية للمهمة هي عامين بعد بدء التشغيل، وانتهت الفترة الرئيسية في أوائل عام 2011. ما تزال المركبة الفضائية وأجهزة الاستشعار الخاصة بها في حالةٍ جيدة، وتواصل اليوم عملها في مهمتها الممتدة.
تدور مركبة آيبيكس في مدار مستقر دورانياً موجه نحو الشمس حول الأرض. في يونيو 2011، نُقل آيبيكس إلى مدار جديد أكثر كفاءةً استقراراً. لا تقترب المركبة من القمر في مدارها الجديد، وتستهلك القليل من الوقود للحفاظ على موقعها.

## أهدافها العلمية
تهدف مهمة آيبيكس لاسكتشاف طبيعة التفاعلات بين الرياح الشمسية والوسط بين النجمي في حافة نظامنا الشمسي. حقّقت أيبيكس هذا الهدف من خلال إنشاء خرائط للسماء بأكملها لكثافة الذرات المُتعادلة عالية الطاقة (مدمجةً على خط البصر) في نطاق من الطاقات كل ستة أشهر. تُولّد هذه الذرات المُتعادلة عالية الطاقة في الغمد الشمسي (أي منطقة التفاعل) .

## المهمة

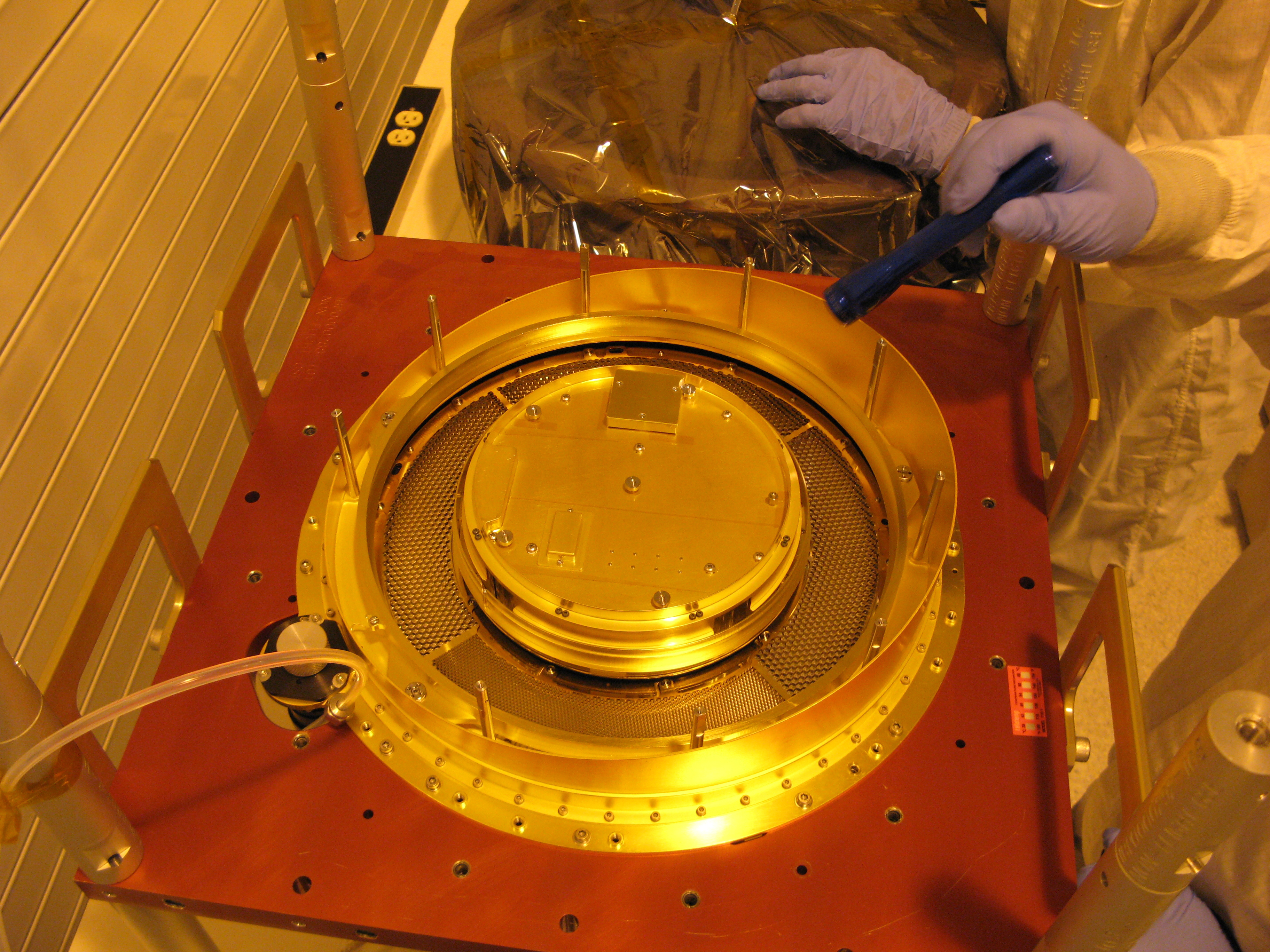
مستشعر إيبكس لو

### الإطلاق
حُمّلت قمر آيبيكس الصناعي على متن صاروخ بيغاسوس – إكس أل في قاعدة فاندنبرغ الجوية، كاليفورنيا، ثم عُلّقت المركبة المدمجة أسفل طائرة لوكهيد – إل 1011 ستارغيزر لوكهيد ونُقلت جواً إلى جزيرة كواجالين أتول في المحيط الهادئ المركزي. وصلت طائرة ستاغيزر إلى كواجالين يوم الأحد 12 أكتوبر 2008.
نُقل قمر آيبيكس الصناعي إلى الفضاء في 19 أكتوبر 2008، على متن صاروخ بيغاسوس – إكس أل. حُرّرَ الصاروخ من أسفل طائرة ستارغيزر، وأقلعت من كواجالين في الساعة 17:47:23 بالتوقيت العالمي. من خلال الانطلاق من هذا الموقع القريب من خط الاستواء، رفع صاروخ بيغاسوس كتلةً أكبر بقيمة 16 كغم (35 رطلاً) إلى المدار مما لو حصل الإطلاق من مركز كينيدي للفضاء في فلوريدا.

### تقرير المهمة
استُخدم قمر آيبيكس الصناعي، الذي اُطلق في البداية نحو مدارٍ انتقالي إهليجي الشكل بدرجةٍ كبيرة بنقطة حضيضٍ منخفضة، محركاً صاروخياً يعمل بالوقود الصلب بمرحلة دفعٍ أخيرة عند نقطة الأوج؛ وذلك من أجل رفع نقطة الحضيض إلى حدٍ كبير لتحقيق مداره الإهليلجي بالارتفاع المطلوب.
يقع قمر آيبيكس في مدار إهليجي ذي اختلاف مركزي كبير يتراوح ارتفاعه من حوالي 86000 كم (53000 ميل) عند نقطة الحضيض إلى 260000 كم (160000 ميل) عند نقطة الأوج. كان ارتفاع نقطتي الحضيض والأوج في مداره الأصلي حوالي 7000 و320000 كم (4300 و198800 ميل) على التوالي -أي حوالي 80 ٪ من المسافة إلى القمر- لكن عُدّل المدار في المقام الأول لإطالة العمر التشغيلي المُفيد للمركبة الفضائية.
يَسمح هذا المدار المرتفع للغاية لقمر آيبيكس الصناعي بالخروج من الغلاف المغناطيسي للأرض عند إجراء عمليات الرصد العلمية. يُعدّ هذا الارتفاع الشديد مُهماً للغاية نظراً لكمية التداخل الناجم عن الجسيمات المشحونة التي سيحدث أثناء إجراء القياسات داخل الغلاف المغناطيسي. عندما يكون القمر الصناعي داخل الغلاف المغناطيسي للأرض (أي على ارتفاع 70000 كم أو 43000 ميل)، يقوم القمر الصناعي أيضاً بوظائف أخرى، بما في ذلك إرسال بيانات القياس عن بعد نحو الأرض.

### تعديل المدار
في يونيو 2011، نُقل قمر آيبيكس الصناعي إلى مدارٍ جديد يتمتع بنقطة حضيضٍ على ارتفاع 30000 كيلومتر (19000 ميل). تبلغ الفترة المدارية لآيبيكس في المدار الجديد ثلث شهرٍ قمري، ما يُجنب المركبة -مع الضبط الطوري الصحيح- من الاقتراب كثيراً من القمر الذي يمكن أن تؤثر جاذبيته سلباً على مدار آيبيكس. تستخدم المركبة الفضائية الآن كميةً أقل من الوقود للحفاظ على مدارها مستقراً، ما يزيد من عمرها التشغيلي المفيد إلى أكثر من 40 عاماً.

### الأدوات العلمية
تُصوّر حدود الغلاف الشمسي للنظام الشمسي عن طريق قياس موقع ومقدار تصادمات تبادل الشحنات التي تحدث في جميع الاتجاهات. تتكون حمولة القمر الصناعي من جهازي تصوير للذرات المُتعادلة عالية الطاقة، وهما آيبيكس-هاي وآيبيكس-لو. يتكون كلٌ منهما من مُسددٍ يَحد من مجالات الرؤية، وسطح لتحويل ذرات الهيدروجين والأكسجين المُتعادلة إلى أيونات مشحونة، ومحلل كهروستاتي (إي إس إيه) للحدّ من الضوء فوق البنفسجي واختيار أيونات في نطاق طاقة مُحدد، وكاشفٍ لعدّ الجسيمات وتحديد نوع كل أيون. كل واحد من هذه المستشعرات هو عبارةٌ عن كاميرا أحادية البكسل مع مجال رؤية يبلغ 7 × 7 درجاتٍ تقريباً. تسجل أداة آيبيكس-هاي عدد الجسيمات في نطاق طاقةٍ أعلى (300 إلكترون فولت إلى 6 كيلو إلكترون فولت) من نطاق طاقة آيبيكس-لو (10 إلكترون فولت إلى 2 كيلو إلكترون فولت). تتضمن الحمولة العلمية أيضاً وحدة إلكترونياتٍ مشتركة (سي إي يو) تتحكم في الفولتية الموجودة في المُسدد والمُحلل الكهروستاتي، وتقرأ وتُسجل بيانات أجهزة الكشف عن الجسيمات لكل مستشعر.

### جمع البيانات
يَجمع آيبيكس انبعاثات الذرات المُتعادلة عالية الطاقة (إي إن إيه) التي تسافر عبر النظام الشمسي إلى الأرض والتي لا يمكن قياسها بواسطة التلسكوبات التقليدية. تُولَّد هذه الذرات على حدود نظامنا الشمسي من خلال التفاعلات بين جسيمات الرياح الشمسية وجسيمات الوسط بين النجمي.
في المتوسط، تكشف أداة آيبيكس-هاي حوالي 500 جُسيم في اليوم، بينما تكشف أداة آيبيكس-لو أقل من 100 جُسيم. بحلول عام 2012، كان نُشر أكثر من 100 بحث علمي مُتعلق بقمر آيبيكس الصناعي، وهو ما وصفه الباحث الرئيس بـ «الحصاد العلمي العظيم».

### توافر البيانات
بعد التأكد من صحة بيانات آيبيكس، تُنشر في سلسلة من الإصدارات على موقع آيبيكس للبيانات العامة التابع للمعهد الجنوب الغربي للأبحاث. بالإضافة لذلك، تُرسل البيانات بشكلٍ دوري إلى منشأة بيانات فيزياء الفضاء (إس بي دي إف) التابعة لناسا، وهو موقع الأرشيف الرسمي لبيانات آيبيكس.

## النتائج العلمية
كشفت البيانات الأولية عن «شريط ضيق للغاية، لم يُتنبأ به من قبل، أسطع بمرتين أو ثلاث مرات من أي شيء آخر في السماء». تقترح التفسيرات الأولية أنّ «البيئة بين النجمية لها تأثيرٌ أكبر بكثير على هيكلة الغلاف الجوي للشمس أكثر مما كان يُعتقد من قبل». ما زال مصدر شريط الذرات المُتعادلة عالية الطاقة غير معروف. تسافر الشمس حالياً عبر السحابة بين النجمية المحلية، ويُمثل حجم الغلاف الجوي وشكله عاملان رئيسان في تحديد قدرة حجب الأشعة الكونية. إذا اكتشف آيبيكس تغييرات في شكل الشريط، فقد يُظهر ذلك كيفية تفاعل الغلاف الشمسي مع السحابة بين النجمية المحلية. كما رصد القمر الصناعي أيضاً ذرات مُحايدة عالية الطاقة صادرةٍ من الغلاف المغناطيسي للأرض.
في أكتوبر عام 2010، اكتُشفت تغييرات كبيرة في الشريط بعد ستة أشهر، بناءً على المجموعة الثانية من عمليات رصد آيبيكس.
واصل القمر الصناعي اكتشاف الذرات المُتعادلة من خارج المجموعة الشمسية التي وُجد أنها تختلف في تركيبتها عن تلك الصادرة عن الشمس. من المثير للدهشة، هو اكتشاف آيبيكس أنّ الغلاف الجوي للشمس ليس له انحناءٌ صدمي، وقاس سرعته بالنسبة للوسط بين النجمي المحلي (إل آي إس إم) على أنها 23.2 كم/ثانية (52000 ميل في الساعة)، وهو ما يُمثل تحسناً عن القياس السابق البالغ 26.3 كم/ثانية (59000 ميل في الساعة) بواسطة مركبة يوليوس الفضائية. تُعادل هذه السرعات ضغطاً أقل بنسبة 25٪ على الغلاف الشمسي مما كان يُعتقد سابقاً.
في يوليو عام 2013، كشفت نتائج آيبيكس عن ذيل رباعي الفصوص على الغلاف الشمسي للنظام الشمسي.